# Maitreyi
Maitreyī (translittération IAST du sanskrit : मैत्रेयी) est une philosophe de la période védique de l'Inde ancienne. C'est la deuxième épouse du philosophe et sage Yājñavalkya, la première étant Kātyāyanī,
bien que Maitreyī et Yājñavalkya sont mieux décrits comme étant des compagnons philosophiques.

## Textes
Maitreyī connaissait bien les Veda et les textes sacrés associés et était appelée brahmavādinī ou « commentatrice des Veda » par ses contemporains. Environ dix hymnes du Rig Veda lui sont crédités.
Bṛhadāraṇyaka Upaniṣad (Upaniṣad du Grand Livre de la forêt), l'une des plus anciennes Upaniṣad majeures, inclut, dans le Muni Kanda, des conversations entre le sage Yājñavalkya et Maitreyī.

## Légende
Selon la légende, Maitreyī ne voulait pas de Yājñavalkya comme mari, mais préférait plutôt vivre avec lui en tant que disciple et compagne spirituelle pour accomplir une sādhanā, c'est-à-dire un développement spirituel. Elle a parlé à la femme de Yājñavalkya, Kātyāyanī, et lui a exprimé son désir de vivre avec son mari et avec le consentement de Kātyāyanī, elle est devenue sa compagne.

## Culture populaire
La série télévisée historique indienne de 2012, Upanishad Ganga, lui consacre deux épisodes : 
- Épisode 17 - Renunciation 2 - Story of Maharshi Yajnavalkya and Maitreyi
- Épisode 27 - The Quest - Story of Maitreyi and Yaksh